# Sarah Geronimo
Sarah Geronimo (Manila, 25 luglio 1988) è una cantante, attrice e ballerina filippina.
Iniziò la sua carriera molto giovane, apparendo in programmi per l'infanzia come Pen-pen de Sarapen, Ang TV e NEXT.
Geronimo divenne famosa partecipando alla competizione canora Star for a Night, affermandosi come artista pop quando uscì il suo primo album Popstar: A Dream Come True nel 2003, disco di platino della Philippine Association of the Record Industry per aver venduto oltre 210.000 pezzi.
In seguito ha registrato altri cinque album di platino: Sweet Sixteen nel 2004, Becoming nel 2006, Taking Flight nel 2007, Just Me nel 2008 e Music and Me nel 2009. Ha inciso anche una raccolta natalizia, Your Christmas Girl, nel 2009.

## Discografia

### Album in studio
- Popstar: A Dream Come True (2003)
- Sweet Sixteen (2004)
- Becoming (2006)
- Taking Flight (2007)
- Just Me (2008)
- Your Christmas Girl (2009)
- Music and Me (2009)
- One Heart (2009)
- Pure OPM Classics (2012)
- Expressions (2013)

### Altri album
- The Other Side: Live Album (2005)
- OPM (2008)

## Filmografia
| Anno | Film                   | Ruolo                     | Note e premi                                                                        |
| ---- | ---------------------- | ------------------------- | ----------------------------------------------------------------------------------- |
| 2003 | Filipinas              | Kathleen                  |                                                                                     |
| 2003 | Captain Barbell        | Mara                      |                                                                                     |
| 2004 | Annie B.               | Patty                     |                                                                                     |
| 2004 | Lastikman: Unang Banat | Lara Manuel               |                                                                                     |
| 2008 | A Very Special Love    | Adelaida "Laida" Magtalas | 4º film filippino più venduto di sempre ASAP Pop Viewers Choice Award for Pop Movie |
| 2009 | You Changed My Life    | Adelaida "Laida" Magtalas | film filippino più venduto di sempre                                                |
| 2010 | Hating Kapatid         | Cecilia                   |                                                                                     |